# In the Nuclear Shadow: What Can the Children Tell Us?
In the Nuclear Shadow: What Can the Children Tell Us? (frei übersetzt: Im nuklearen Schatten: Was können uns die Kinder sagen?) ist ein US-amerikanischer Dokumentar-Kurzfilm von Eric Thiermann und Vivienne Verdon-Roe aus dem Jahr 1983, der für einen Oscar nominiert war.

## Inhalt
Befragt wurden für diesen Film sechzig Kinder verschiedener Rassen und Herkunft aus zwanzig verschiedenen Schulen, von denen 27 Kinder und Jugendliche im Alter von sechs bis achtzehn Jahren darüber sprechen, wie sehr sie eine nukleare Bedrohung beschäftigt. Es fällt ihnen schwer, zu verstehen, dass die nukleare Bedrohung weitgehend ignoriert wird. Angst macht ihnen die Vorstellung, welche Folgen eine Atomexplosion für die Menschen und Tiere sowie die Natur auf dieser Welt hätte. Wut, Angst und ein Gefühl der Hilflosigkeit sind spürbar. 
Ein Bericht aus erster Hand über die atomare Zerstörung von Hiroshima untermauert, wie ernst man ihre Bedenken nehmen muss. Dazu trägt auch ein Überlebender der Katastrophe von Hiroshima, der über seine Erfahrungen berichtet, bei. Auch Auszüge aus Reden der Psychiater John E. Mack und Robert Jay Lifton, die im Film wiedergegeben werden, unterstreichen die Bedrohung, die durch Atomwaffen besteht. Sie machen klar, welche psychologischen Auswirkungen die Gefahr eines latent vorhandenen Atomkrieges auf Kinder haben.

## Produktionsnotizen
Der Film wurde von Impact Productions, Santa Cruz in Kalifornien, inszeniert. Erstveröffentlicht wurde er im Oktober 1984 auf dem Chicago International Film Festival in den Vereinigten Staaten.

## Auszeichnungen
- Academy Awards 1984: Vivienne Verdon-Roe und Eric Thiermann nominiert für und mit dem Film in der Kategorie „Bester Dokumentar-Kurzfilm“
- Chicago International Film Festival 1984: Vivienne Verdon-Roe nominiert für und mit dem Film für einen Gold Hugo